# 알라 (몰타)

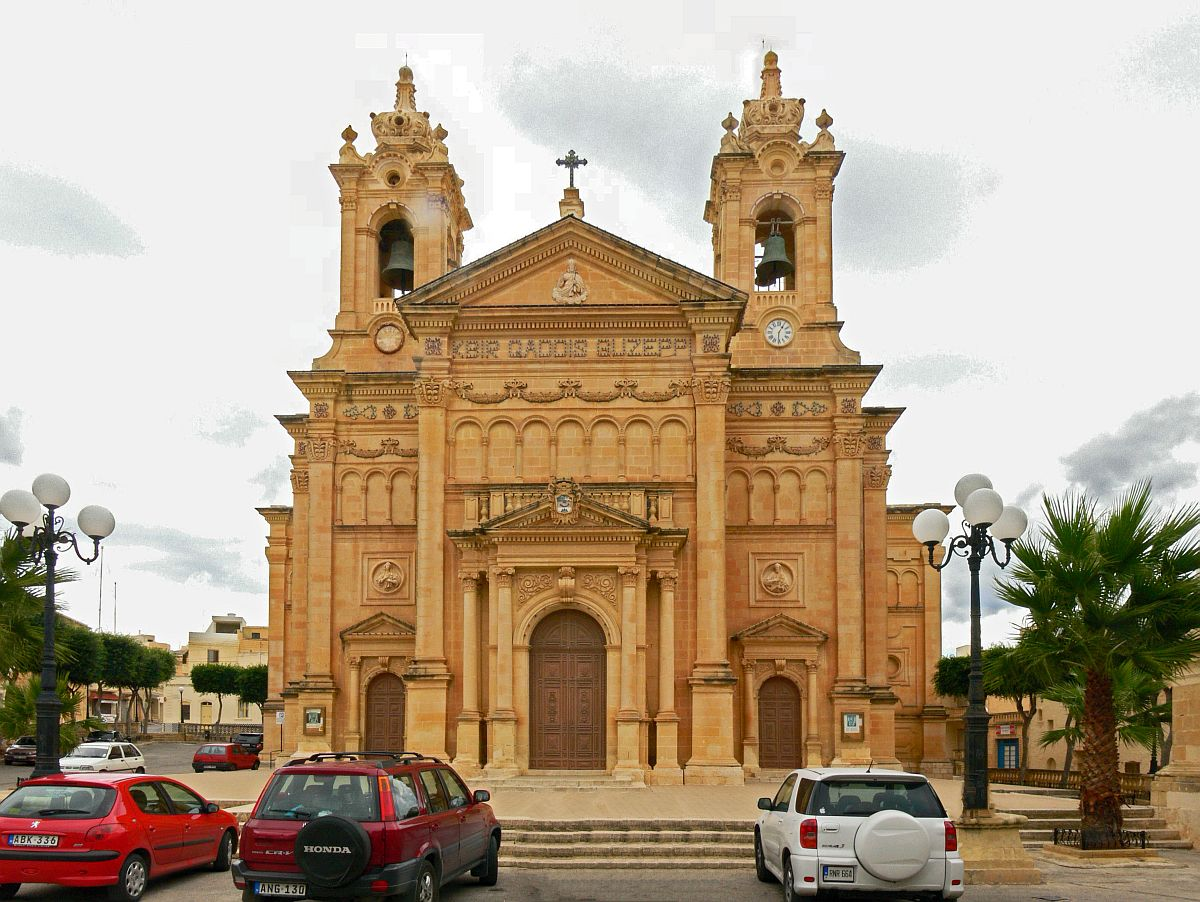
알라 교회

알라의 위치

알라(몰타어: Qala)는 몰타 고조섬 동부에 위치한 도시로 면적은 5.9km2, 인구는 1,609명(2008년 12월 기준), 인구 밀도는 270명/km2이다.

시기
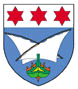
시 문장